# Episodi di Hilda (prima stagione)
La prima stagione della serie televisiva Hilda è stata interamente pubblicata su Netflix il 21 settembre 2018.
| nº | Titolo originale                   | Titolo italiano                      | Pubblicazione originale | Pubblicazione Italia |
| -- | ---------------------------------- | ------------------------------------ | ----------------------- | -------------------- |
| 1  | Chapter 1: The Hidden People       | Capitolo 1: La gente nascosta        | 21 settembre 2018       | 21 settembre 2018    |
| 2  | Chapter 2: The Midnight Giant      | Capitolo 2: Il gigante di mezzanotte | 21 settembre 2018       | 21 settembre 2018    |
| 3  | Chapter 3: The Bird Parade         | Capitolo 3: La parata degli uccelli  | 21 settembre 2018       | 21 settembre 2018    |
| 4  | Chapter 4: The Sparrow Scouts      | Capitolo 4: I passerotti esploratori | 21 settembre 2018       | 21 settembre 2018    |
| 5  | Chapter 5: The Troll Rock          | Capitolo 5: Il troll di pietra       | 21 settembre 2018       | 21 settembre 2018    |
| 6  | Chapter 6: The Nightmare Spirit    | Capitolo 6: Lo spirito degli incubi  | 21 settembre 2018       | 21 settembre 2018    |
| 7  | Chapter 7: The Lost Clan           | Capitolo 7: Il clan perduto          | 21 settembre 2018       | 21 settembre 2018    |
| 8  | Chapter 8: The Tide Mice           | Capitolo 8: I topi della marea       | 21 settembre 2018       | 21 settembre 2018    |
| 9  | Chapter 9: The Ghost               | Capitolo 9: Il fantasma              | 21 settembre 2018       | 21 settembre 2018    |
| 10 | Chapter 10: The Storm              | Capitolo 10: La tempesta             | 21 settembre 2018       | 21 settembre 2018    |
| 11 | Chapter 11: The House in the Woods | Capitolo 11: La casa nella foresta   | 21 settembre 2018       | 21 settembre 2018    |
| 12 | Chapter 12: The Nisse              | Capitolo 12: Il nisse                | 21 settembre 2018       | 21 settembre 2018    |
| 13 | Chapter 13: The Black Hound        | Capitolo 13: Il cane nero            | 21 settembre 2018       | 21 settembre 2018    |